# Makounda
Makounda, auch Makounta (griechisch Μακούντα, türkisch Yakacık), ist eine Gemeinde im Bezirk Paphos in der Republik Zypern. Bei der Volkszählung im Jahr 2021 hatte sie 71 Einwohner.

## Name
Jack C. Goodwin behauptet, dass Makounda im Altgriechischen so viel wie „Pilze“ bedeutet. Die Zyperntürken nahmen 1958 den alternativen Namen Yakacık an. Yaka bedeutet so viel wie „Kragen“, „Bank“, „Rand“ oder „Ufer“.

## Lage und Umgebung

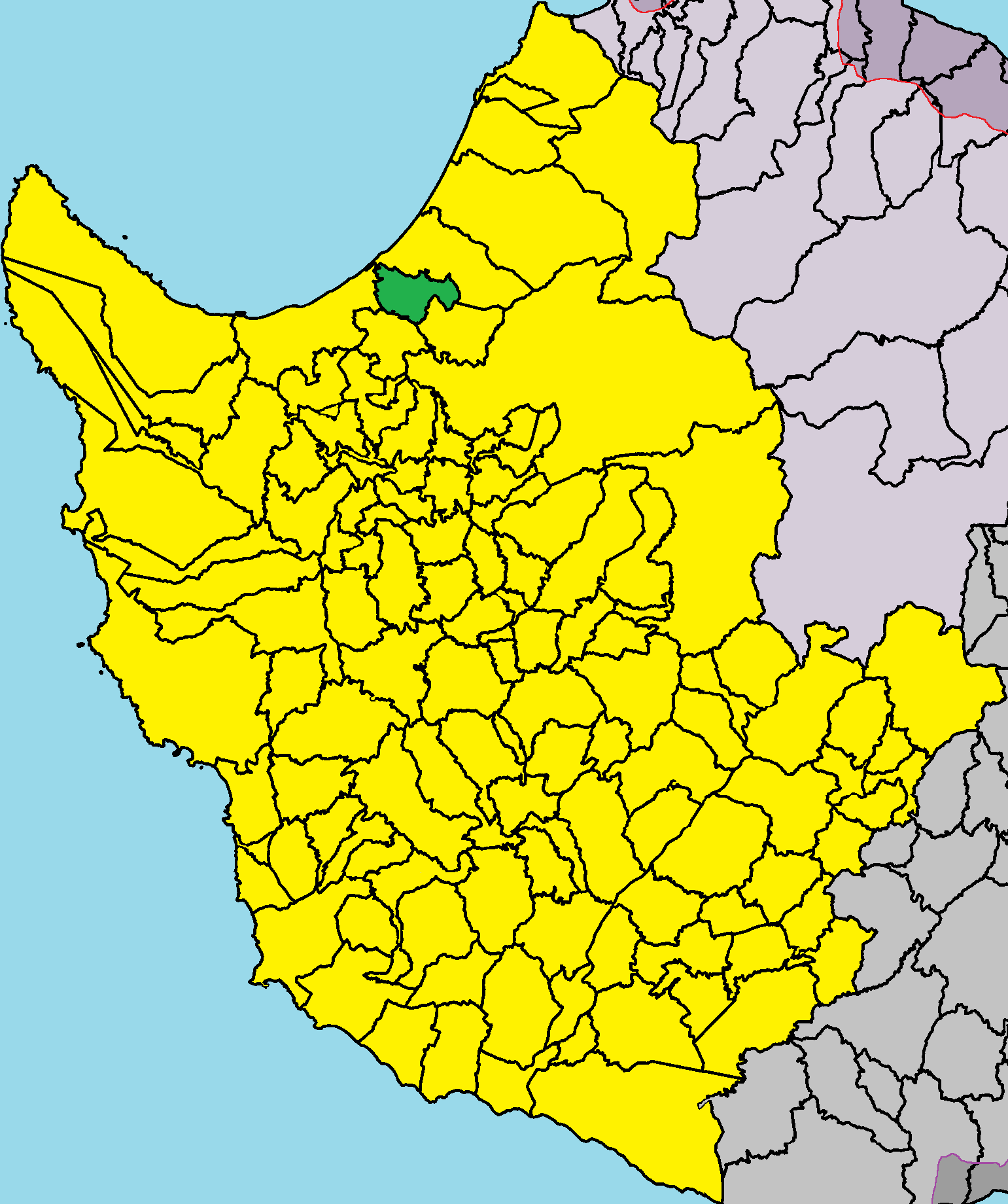
Lage im Bezirk Paphos

Makounda liegt im Nordwesten der Mittelmeerinsel Zypern auf einer Höhe von etwa 120 Metern, etwa 50 Kilometer nordöstlich von Paphos. Es befindet sich neben dem Argakas-Staudamm. Das 7,68082 Quadratkilometer große Dorf grenzt im Norden an Argaka, im Osten an Kynousa, im Süden an Pelathousa und im Westen an Polis Chrysochous. Das Dorf kann über die Straße F737 erreicht werden.
Die durchschnittliche jährliche Niederschlagsmenge beträgt rund 510 Millimeter. In der Umgebung werden Getreide, Hülsenfrüchte, Oliven und Zwiebeln angebaut. Die wilde natürliche Vegetation besteht hauptsächlich Kiefern, Waldbäume, Thymian und Seggen. Geologisch betrachtet wird das Gemeindegebiet von den Sedimenten der Terrassen, den Ablagerungen der Kannavio-Formation (Bentonite und Sandsteine), den Laven und den rezenten alluvialen Ablagerungen der geologischen Periode des Holozäns dominiert.

## Geschichte
Das Dorf existierte bereits vor der türkischen Eroberung Zyperns 1570 bis 1571. Auf alten Karten wurde es als Maconda eingezeichnet. Mittelalterlichen Quellen erwähnen weder das Dorf, noch den Besitzer des Lehens. Die Gründung des Dorfes dürfte vor der fränkischen Zeit stattgefunden haben.
In der Nähe befindet sich eine archäologische Stätte, die eine antike Besiedlung unweit einer antiken Stadt im Königreich Marion zeigt.

### Bevölkerungsentwicklung
Während der interkommunalen Kämpfe von 1963 bis 1964 wurde Makounda zu einer wichtigen Hochburg für zyperntürkische Kämpfer. Nach der Türkischen Invasion Zyperns 1974 flohen alle Dorfbewohner von Makounda nach Nordzypern. Ende 1974 und Anfang 1975 floh der Großteil der Zyperntürken heimlich über die Berge in den Norden, der Rest wurde am 20. August 1975 unter UNFICYP-Eskorte evakuiert und in den von der Türkei kontrollierten Teil gebracht.
Nach der Flucht der Zyperntürken wurde Makounda als Wohnort für vertriebene Zyperngriechen aus dem Norden genutzt.
Die folgende Tabelle zeigt die Bevölkerung des Dorfes, wie sie in den in Zypern durchgeführten Volkszählungen erfasst wurde.
| Jahr      | 1881 | 1891 | 1901 | 1911 | 1921 | 1931 | 1946 | 1960 | 1976 | 1982 | 1992 | 2001 | 2011 | 2021 |
| Einwohner | 194  | 100  | 144  | 168  | 140  | 135  | 154  | 196  | 48   | 35   | 34   | 66   | 116  | 71   |